# Cliff Branch
Cliff Branch (Houston, 1 de agosto de 1948 - Bullhead City, 3 de agosto de 2019) foi um ex-jogador profissional de futebol americano estadunidense.

## Carreira
Cliff Branch foi campeão da temporada de 1983 da National Football League jogando pelo Los Angeles Raiders, que atualmente corresponde ao Oakland Raiders.